# Энгельгардты
Энгельга́рдты (нем. Engelhardt) — древний дворянский и баронский род.
Дворянский род Энгельгардт записан в VI часть родословной книги Смоленской губернии, а герб внесён в VI часть Общего Гербовника. Баронский род Энгельгардт  записан в V часть родословной книги Ярославской, Екатеринославской и Курской губерний. Есть ещё несколько дворянских родов Энгельгардт более позднего происхождения.
Фамилия происходит от названия имения Энгельгардтсгоф, упомянута (1496).

## Ветви фамилии Энгельгардт;

### Лифляндская ветвь
- Потомство полковника Эвера Энгельгардта, умер († 1713).
- Потомство корнета Иогана Энгельгардта, сыновья которого умерли († 1759).
- Потомство майора Михаила-Вильгельма Энгельгардта, сын которого умер († 1799).
- Потомство Густава-Фридриха-Энгельгардта, сыновья которого родились (1768 и 1779).

Кроме того существуют бароны Энгельгардт, которые с XVII века пользуются правами индигената в Курляндии.

### Смоленская ветвь
- Потомки генерал-лейтенанта польской службы Вернера-Каспара Энгельгардта, получившего от короля Сигизмунда III имения в Смоленской губернии. От него пошла с начала XVII века смоленская ветвь фамилии, которая с завоеванием Смоленска перешла под русское подданство.

## Происхождение и история рода
Легендарный основатель рода Энгельгардтов — Карл Бернард Энгельгардт (1159—1230), участник Третьего крестового похода, прозванный «ангелом-хранителем» (нем. Engelhardt) за спасение жизни короля Франции Филиппа II Августа при осаде Акры.
Род происходит из Швейцарии, где Генрих Энгельгардт упоминается в 1383—1390 годах как член городского совета Цюриха. В начале XV века Георг Энгельгардт жил в Лифляндии; от него происходят все дворяне и бароны Энгельгардт в России.
В России впервые упомянут вотчинник имения Энгельгардтсгоф — Роберт Энгельгардт, взятый в плен (1558) и увезённый в Россию с сыновьями, где и умер в Москве († 1560). От брака с Анной фон-Сессвеген имел троих сыновей:
1. Каспар — получил вотчину отца, служил царю Ивану Грозному, от двух браков имел 5 сыновей, которые впоследствии перешли на службу в Польшу, Швецию и Курляндию, один из них Вернер, получивший русское подданство (1656).
2. Михаил — долго был в плену, потом служил в Венгрии и Швеции, получил от короля Густава-Адольфа поместье Пиргель в Эстляндии.
3. Фома — долго был в плену, вернулся в Лифляндию.

Польский король Владислав IV за воинские подвиги пожаловал Вернера Энгельгардта деревнями под Смоленском (1633, 1639 и 1640). В русское подданство первым из этого рода вступил служивший раньше в польских войсках Вернер Энгельгардт, принявший православие с именем Еремея и умерший до 1672 года. Его сын Сигизмунд (в православии Степан) был московским дворянином и стольником. Другие сыновья Еремея, Юрий и Иван, тоже были стольниками. Старший сын Степана Андрей был стольником и поручиком смоленской шляхты.
В 1853—1854 годах император Николай I признал за Энгельгардтами баронское достоинство.

## Известные представители
смоленский дворянский род
- Николай Богданович (1737—1816) — могилёвский губернатор (1781—1790).
  - Лев Николаевич (1766—1836) — генерал-майор, тесть поэта Евгения Абрамовича Баратынского.
- Василий Андреевич (1735—1794); был женат на Елене Александровне Потёмкиной, родной сестре Потёмкина
  - Пётр Васильевич (1748—1866)
    - Пётр Петрович (1783—1888)
      - Александр Петрович (1836—1907) — генерал-лейтенант.
        - Борис Александрович (1877—1962) — депутат IV Государственной думы, комендант Петрограда в 1917 году.

    - Сергей Петрович (1795—1870) — могилевский губернатор.
      - Александр Сергеевич (1833—1889) — вице-директор Азиатского департамента, член Совета Министерства иностранных дел, тайный советник.

  - Василий Васильевич (1755—1828) — русский государственный деятель, сенатор.
    - Андрей Васильевич (1780—1834) — полковник. Его внучка Екатерина Александровна (1848—1932) жена обер-прокурора Святейшего Синода Константина Петровича Победоносцева.
    - Василий Васильевич (1785—1837) — русский военный деятель.
    - Павел Васильевич (1798—1849) — помещик, крепостным которого был Тарас Шевченко.
      - Василий Павлович (1828—1915) — астроном.
- Платон Николаевич
  - Вадим Платонович (1853—1920) — общественный и государственный деятель, член Государственного совета.
    - Борис Вадимович (1889—1941) — полковник, участник Первой мировой войны и Гражданской войны на стороне Белого движения.
- Александр Николаевич (1832—1893) — известный учёный и сельский хозяин.
  - Михаил Александрович (1861—1915) — писатель, автор биографических очерков естествоиспытателей.
    - Борис Михайлович (1887—1942) — русский литературовед и переводчик.

  - Николай Александрович (1867—1942) — русский писатель, публицист, литературный критик; его дочь, Анна Николаевна (1895—1942) — вторая жена Николая Гумилёва.

остзейский дворянский род
- Фёдор Антонович (1762—1831) — генерал-адъютант князя Г. А. Потёмкина.
  - Валериан Фёдорович (1798—1856) — генерал-лейтенант, директор Института Корпуса инженеров путей сообщения.
  - Николай Фёдорович (1799—1856) — генерал-лейтенант.
- Егор Антонович (1775—1862) — директор Царскосельского лицея.
- Густав Робертович (Евстафий Фёдорович) (1768—1841) — генерал-майор.

баронский род
- Александр Богданович (1798—1859) — генерал-лейтенант, главный начальник южных военных поселений.
- Василий Богданович (1805—1866) — генерал-лейтенант, ковенский губернатор.
- Мориц Фёдорович (1778—1842) — профессор минералогии в Дерптском университете.
  - Мориц Маврикиевич (1828—1881) — профессор и декан богословского факультета Дерптского университета.
    - Оттон Маврикиевич (1860—1931) — юрист, член IV Государственной думы.
- Альфонс Рейнольд Александр фон Энгельгардт (1820—1872) — дипломат, Сельбургский окружной маршал.
  - Хелена фон Энгельгардт (1850—1910) — немецкая писательница, поэтесса и переводчик; жена пианиста Луи Пабста.
- Антон Евстафьевич (1796—1872) — генерал от кавалерии, командир Сводного Гвардейского кавалерийского корпуса.

также
- Вильгельм Карпович (1726—1797) — генерал-поручик, Выборгский губернатор.

Из ветви, оставшейся в Швейцарии, Никлас Фридрих Энгельгардт, доктор медицины, выехал в первой половине XVIII века в Россию и был директором Санкт-Петербургского сухопутного госпиталя.
Его сын Николай Николаевич (1730—1778) — генерал-лейтенант, губернатор в Выборге.

### Племянницы Потёмкина
Сестра Григория Потёмкина Елена была замужем за Василием Андреевичем Энгельгартом. Их дочери, будучи племянницами императорского фаворита, занимали видное место при дворе Екатерины II, а благодаря богатству, завещанному им дядей, и в последующих царствованиях:
1. Анна, замужем за Михаилом Михайловичем Жуковым, будущим астраханским губернатором
2. Александра, замужем за коронным гетманом Польши Франциском Ксаверием Браницким
3. Варвара, замужем за Сергеем Фёдоровичем Голицыным
4. Надежда, замужем в первом браке за Павлом Алексеевичем Измайловым; во втором — Петром Амплиевичем Шепелевым
5. Екатерина, замужем за Павлом Мартыновичем Скавронским
6. Татьяна, замужем в первом браке за Михаилом Сергеевичем Потёмкиным; во втором — Николаем Борисовичем Юсуповым

Их братья:
- Василий Васильевич
- Пётр Васильевич

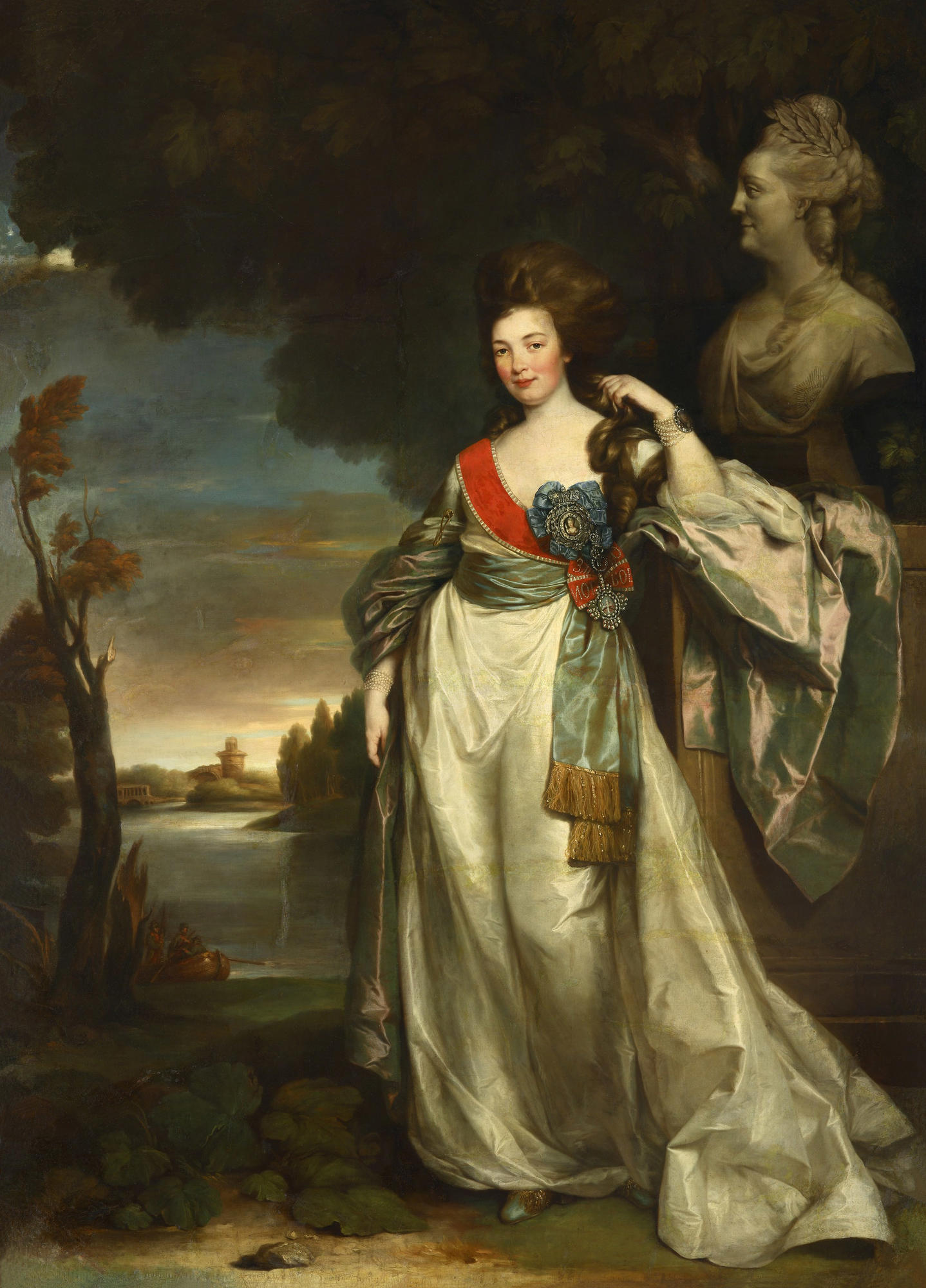
Александра
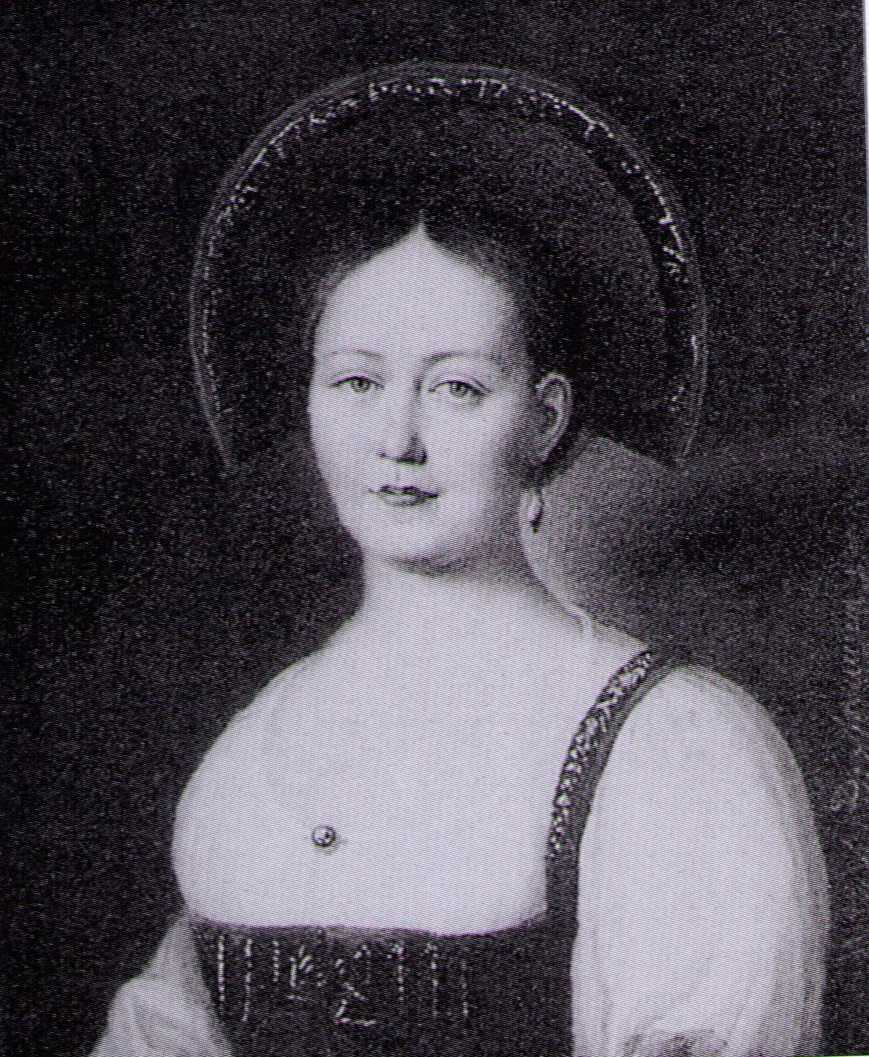
Варвара
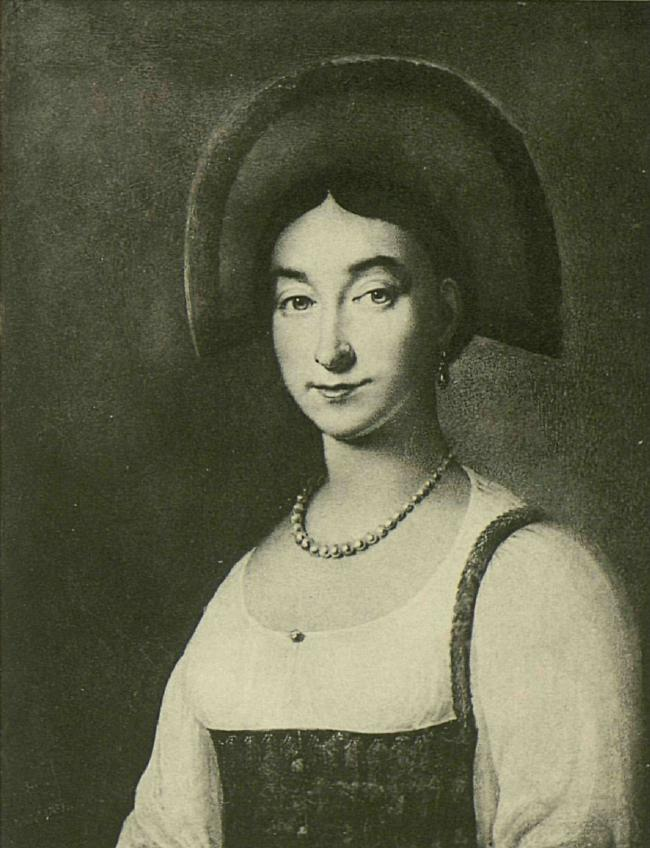
Надежда
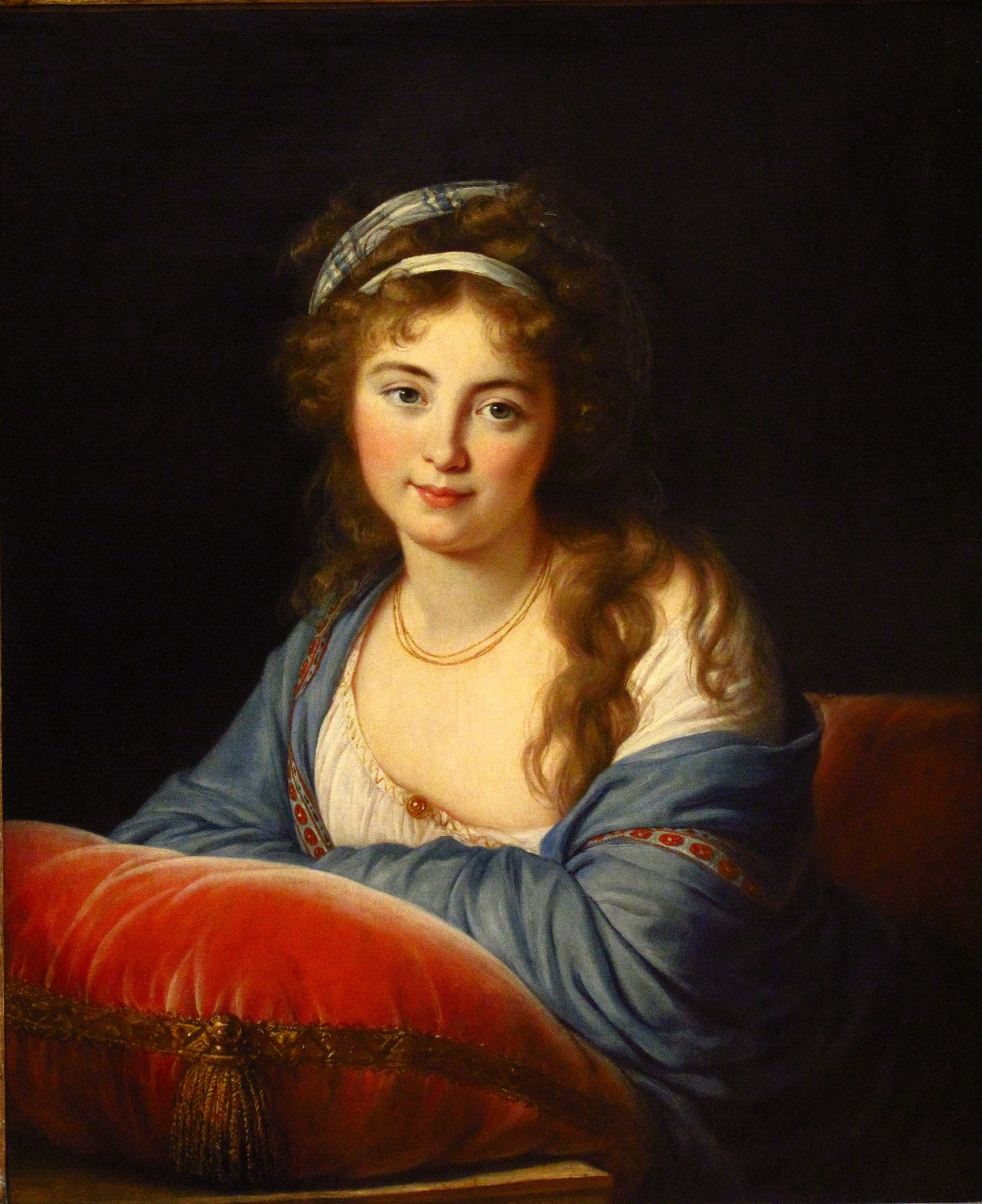
Екатерина
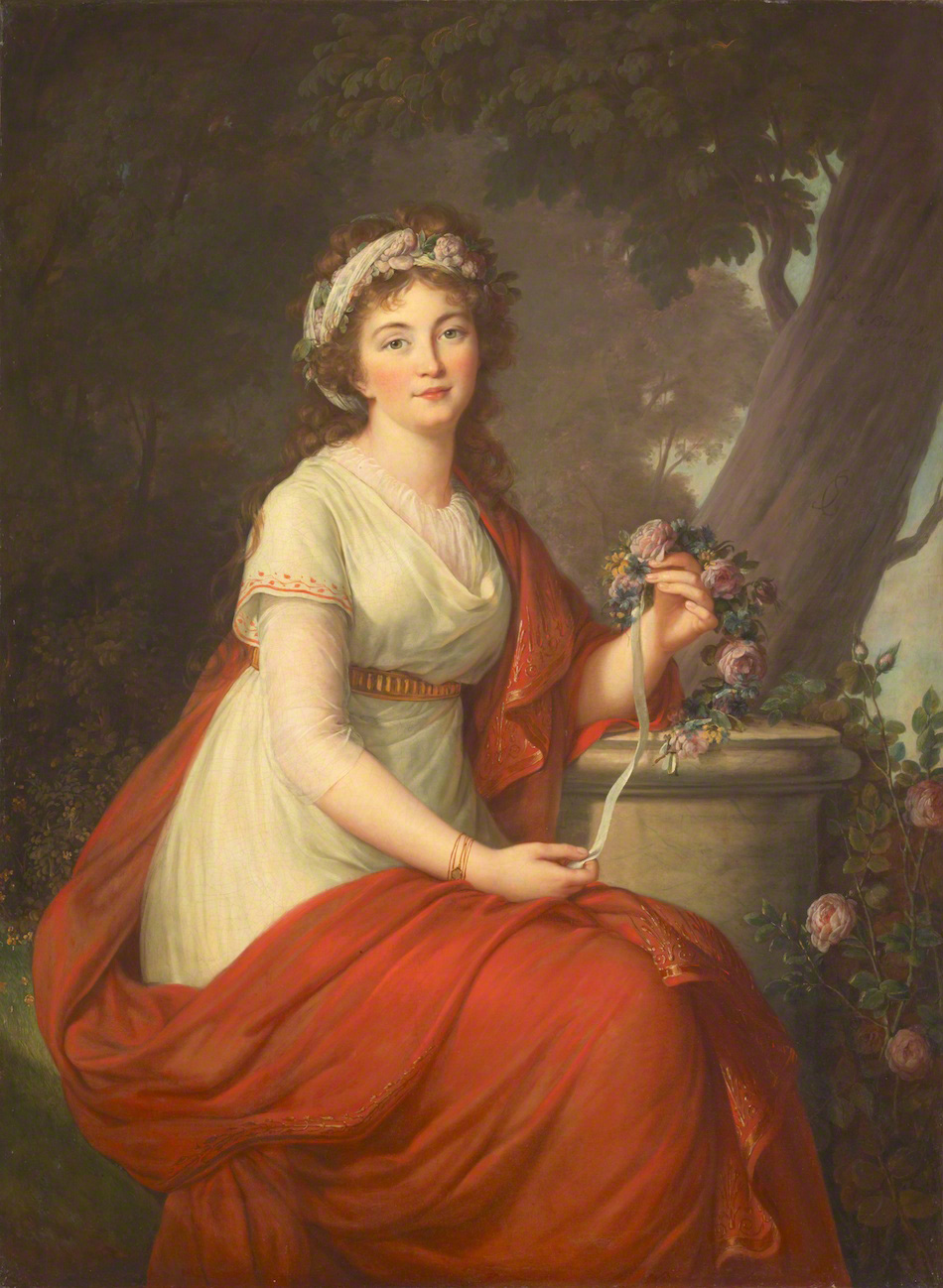
Татьяна

## Память
Именем Энгельгардтов названы:
- научный институт в Москве,
- Казанская обсерватория,
- золотая медаль Российской Академии Наук,
- железнодорожная станция под Смоленском,
- кратер на Луне,
- астероид в космосе,
- звезда в созвездии Лебедя.